# Funcions el·líptiques de Jacobi
Les funcions el·líptiques de Jacobi  introduïdes pel matemàtic prussià Carl Gustav Jacob Jacobi al voltant de 1830 són un conjunt de funcions el·líptiques i funcions theta, importants històricament, i tenen diverses aplicacions (com en la resolució de l'equació del pèndol).
Les funcions el·líptiques tenen diverses analogies amb les trigonomètriques, incloent la notació (sn, cn , etc.) que té analogia amb les trigonomètriques ( sin  i cos ).